# Atrichopogon miripalpis
Atrichopogon miripalpis är en tvåvingeart som beskrevs av Jean-Jacques Kieffer 1924. Atrichopogon miripalpis ingår i släktet Atrichopogon och familjen svidknott.
Artens utbredningsområde är Frankrike. Inga underarter finns listade i Catalogue of Life.